# 第35普通科連隊

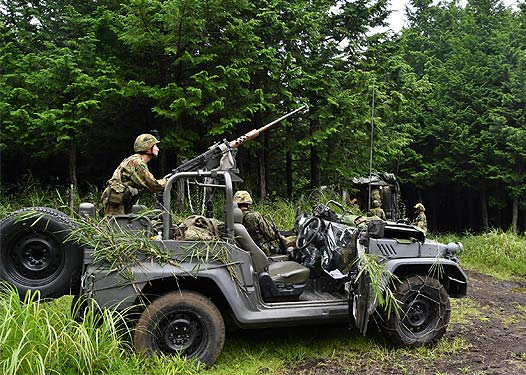
対空警戒をする第4中隊の隊員

第35普通科連隊（だいさんじゅうごふつうかれんたい、JGSDF 35th Infantry Regiment）は、陸上自衛隊守山駐屯地（愛知県名古屋市守山区）に駐屯する第10師団隷下の普通科連隊である。

## 概要
連隊本部、本部管理中隊、4個普通科中隊および重迫撃砲中隊により編成される。連隊長は、1等陸佐（二）をもって充てられる。主に訓練は饗庭野演習場で実施する。

## 沿革
第14普通科連隊第2大隊
- 1954年（昭和29年）
  - 9月25日：第14普通科連隊第2大隊が出雲駐屯地において編成完結。
  - 10月16日：第14普通科連隊第2大隊が出雲駐屯地から金沢駐屯地に移駐。
- 1959年（昭和34年）6月2日：第14普通科連隊第2大隊が金沢駐屯地から守山駐屯地に移駐。

第35普通科連隊
- 1962年（昭和37年）1月18日：第14普通科連隊第2大隊を基幹として第35普通科連隊が守山駐屯地において編成完結。
- 1991年（平成03年）3月29日：第10師団近代化への改編により、高機動車等を装備する自動車化連隊に改編。
- 2005年（平成17年）1月から6月：第5次イラク復興業務支援群（群長：太田清彦1等陸佐）
- 2004年（平成16年）3月29日：連隊改編。

1. 第10対戦車隊の廃止に伴い、対戦車中隊を新編。
2. 後方支援体制変換に伴い、整備部門を第10後方支援連隊第2整備大隊第3普通科直接支援中隊へ移管。

- 2011年（平成23年）3月から5月：東北地方太平洋沖地震で被災した宮城県の名取市、岩沼市、亘理町、山元町で救援活動を行う。
- 2012年（平成24年）8月下旬：35普連長を指揮官とする自衛隊ハイチPKOの最終派遣部隊となる第7次隊が出国。
- 2014年（平成26年）3月26日：対戦車中隊を廃止。

## 部隊編成
- 第35普通科連隊本部
- 本部管理中隊「35普-本」
  - 中隊本部
  - 連隊本部班：82式指揮通信車
  - 情報小隊：軽装甲機動車、偵察用オートバイ
  - 施設作業小隊：小型ドーザ、資材運搬車
  - 通信小隊
  - 補給小隊：3 1/2tトラック
  - 衛生小隊：1トン半救急車
  - 狙撃班
- 第1普通科中隊「35普-1」：高機動車、81mm迫撃砲 L16、01式軽対戦車誘導弾
- 第2普通科中隊「35普-2」：高機動車、81mm迫撃砲 L16、01式軽対戦車誘導弾
- 第3普通科中隊「35普-3」：高機動車、81mm迫撃砲 L16、01式軽対戦車誘導弾
- 第4普通科中隊「35普-4」：軽装甲機動車、81mm迫撃砲 L16、01式軽対戦車誘導弾
- 重迫撃砲中隊「35普-重」：120mm迫撃砲 RT

## 整備支援部隊
- 第10後方支援連隊第2整備大隊第3普通科直接支援中隊「10後支-2整-3」（守山駐屯地）：2004年（平成16年）3月29日から

## 主要幹部
| 官職名           | 階級    | 氏名       | 補職発令日     | 前職                                 |
| ---------------- | ------- | ---------- | -------------- | ------------------------------------ |
| 第35普通科連隊長 | 1等陸佐 | 佐々木久史 | 2024年03月18日 | 陸上幕僚監部人事教育部厚生課厚生班長 |

| 代 | 氏名       | 在職期間                        | 前職                                              | 後職                                                  |
| -- | ---------- | ------------------------------- | ------------------------------------------------- | ----------------------------------------------------- |
| 01 | 中山市郎   | 1962年01月18日 - 1963年07月31日 | 第14普通科連隊付                                  | 陸上自衛隊富士学校 普通科教育部副部長 兼 同部教務課長 |
| 02 | 武者成一   | 1963年08月01日 - 1965年03月15日 | 陸上自衛隊幹部学校研究員                          | 1等空佐に任命 航空自衛隊幹部候補生学校 第1教育部長    |
| 03 | 寺本弘     | 1965年03月16日 - 1967年03月15日 | 陸上自衛隊富士学校研究部第1課長                   | 防衛大学校訓練部訓練課長                              |
| 04 | 後藤由郎   | 1967年03月16日 - 1968年07月15日 | 陸上幕僚監部第5部勤務                             | 陸上自衛隊富士学校研究部第2課長                       |
| 05 | 岡澤精亮   | 1968年07月16日 - 1970年07月15日 | 陸上幕僚監部第5部勤務                             | 中部方面総監部監察官                                  |
| 06 | 武内安行   | 1970年07月16日 - 1972年07月16日 | 中部方面総監部第3部勤務                           | 陸上自衛隊富士学校学校教官                            |
| 07 | 中川求     | 1972年07月17日 - 1974年07月15日 | 自衛隊秋田地方連絡部長                            | 東部方面総監部総務課勤務                              |
| 08 | 中山秀雄   | 1974年07月16日 - 1976年08月01日 | 普通科教導連隊副連隊長                            | 陸上自衛隊関西地区補給処総務部長                      |
| 09 | 蒲田孔明   | 1976年08月02日 - 1978年07月31日 | 陸上幕僚監部付                                    | 防衛大学校教授                                        |
| 10 | 楠元惇之   | 1978年08月01日 - 1980年03月16日 | 陸上自衛隊調査学校勤務                            | 陸上幕僚監部人事部人事計画課 服務班長                 |
| 11 | 桑野恕忠   | 1980年03月17日 - 1981年07月31日 | 統合幕僚学校学校教官                              | 陸上幕僚監部人事部人事計画課 服務班長                 |
| 12 | 岩田貞幸   | 1981年08月01日 - 1983年07月31日 | 西部方面総監部人事部人事課長                      | 防衛研修所所員                                        |
| 13 | 上甲敏男   | 1983年08月01日 - 1985年08月07日 | 第3師団司令部第3部長                              | 陸上自衛隊幹部学校学校教官                            |
| 14 | 坂上哲也   | 1985年08月08日 - 1987年07月31日 | 第8師団司令部第1部長                              | 東部方面総監部人事部厚生課長                          |
| 15 | 金子由成   | 1987年08月01日 - 1990年03月31日 | 陸上幕僚監部監理部総務課監理班長                  | 陸上自衛隊富士学校普通科部 教育課長                   |
| 16 | 小池邦元   | 1990年04月01日 - 1992年03月31日 | 陸上幕僚監部監理部総務課企画班長                  | 装備開発実験隊副隊長                                  |
| 17 | 山本進     | 1992年04月01日 - 1995年03月31日 | 陸上自衛隊富士学校総務部総務課長                  | 海田市駐屯地業務隊長                                  |
| 18 | 菅原純     | 1995年04月01日 - 1998年03月31日 | 東部方面総監部調査部調査課長                      | 仙台駐屯地業務隊長                                    |
| 19 | 高橋通     | 1998年04月01日 - 2000年03月31日 | 陸上自衛隊富士学校総務部総務課長                  | 防衛大学校教授                                        |
| 20 | 松尾辰蔵   | 2000年04月01日 - 2002年07月31日 | 西部方面総監部調査部調査課長                      | 部隊訓練評価隊長                                      |
| 21 | 川嶋昌之   | 2002年08月01日 - 2004年03月31日 | 第7師団司令部第3部長                              | 自衛隊山形地方連絡部長                                |
| 22 | 太田清彦   | 2004年04月01日 - 2005年12月04日 | 統合幕僚会議事務局第3幕僚室 企画官 兼 運用第2班長 | 防衛大学校教授                                        |
| 23 | 澤畠博     | 2005年12月05日 - 2008年11月30日 | 陸上自衛隊富士学校教官                            | 第1空挺団副団長                                       |
| 24 | 宍戸勇     | 2008年12月01日 - 2011年03月31日 | 自衛隊宮城地方協力本部募集課長                    | 北部方面指揮所訓練支援隊長                            |
| 25 | 菅野隆     | 2011年04月01日 - 2013年03月31日 | 陸上幕僚監部防衛部 情報通信・研究課総括班長       | 中央即応集団司令部幕僚副長                            |
| 26 | 田丸正勝   | 2013年04月01日 - 2015年03月31日 | 陸上自衛隊研究本部研究員                          | 陸上自衛隊富士学校普通科部 教育課長                   |
| 27 | 相園和宏   | 2015年04月01日 - 2017年07月31日 | 陸上幕僚監部監理部会計課予算班長                  | 陸上自衛隊研究本部主任研究開発官                      |
| 28 | 曽根勉     | 2017年08月01日 - 2020年03月15日 | 第12旅団司令部第3部長                             | 統合幕僚監部首席参事官付計画調整官                    |
| 29 | 柳田勝志   | 2020年03月16日 - 2022年07月31日 | 防衛装備庁長官官房装備開発官付 第3開発室長        | 陸上自衛隊開発実験団本部勤務                          |
| 30 | 松下竜朗   | 2022年08月01日 - 2024年03月17日 | 自衛隊宮城地方協力本部募集課長                    | 防衛研究所教育部教育課程運営室長                      |
| 31 | 佐々木久史 | 2024年03月18日 -                | 陸上幕僚監部人事教育部厚生課 厚生班長             |                                                       |

## 主要装備
- 82式指揮通信車
- 軽装甲機動車
- 高機動車
- 1/2tトラック / 73式小型トラック
- 1 1/2tトラック / 73式中型トラック
- 3 1/2tトラック / 73式大型トラック
- 12.7mm重機関銃
- 89式5.56mm小銃
- 5.56mm機関銃MINIMI
- 9mm拳銃
- 110mm携帯対戦車弾LAM　パンツァーファウスト3
- 01式軽対戦車誘導弾
- 87式対戦車誘導弾
- 84mm無反動砲
- 81mm迫撃砲 L16
- 120mm迫撃砲 RT

## 廃止部隊
- 2004年（平成16年）3月28日廃止
  - 第35普通科連隊本部管理中隊管理整備小隊「35普-本」（守山駐屯地）：整備部門を第10後方支援連隊第2整備大隊第3普通科直接支援中隊へ移管。
- 2014年（平成26年）3月25日廃止
  - 第35普通科連隊対戦車中隊「35普-対戦」（守山駐屯地）：2004年（平成16年）3月29日新編。

## 警備隊区
警備隊区は愛知県尾張と岐阜県全域の44市30町3村の合計77市町村であり、名古屋市と岐阜市を連隊直轄とし、第3普通科中隊・重迫撃砲中隊が愛知県を、第1・第2・第4普通科中隊が岐阜県を担任する。
2014年（平成26年）3月26日以降現在まで以下の編成となっている。
連隊直轄
名古屋市・岐阜市
岐阜県隊区
- 第1普通科中隊

高山市・関市・美濃市・飛騨市・郡上市・下呂市・富加町・白川村
- 第2普通科中隊

大垣市・各務原市・羽島市・山県市・瑞穂市・本巣市・海津市・岐南町・笠松町・養老町・垂井町・関ヶ原町・神戸町・輪之内町・安八町・揖斐川町・大野町・池田町・北方町
- 第4普通科中隊

多治見市・中津川市・瑞浪市・恵那市・美濃加茂市・土岐市・可児市・坂祝町・川辺町・七宗町・八百津町・白川町・東白川村・御嵩町
愛知県隊区
- 第3普通科中隊

一宮市・春日井市・津島市・犬山市・江南市・小牧市・稲沢市・岩倉市・愛西市・清須市・北名古屋市・弥富市・あま市・豊山町・大口町・扶桑町・大治町・蟹江町・飛島村
- 重迫撃砲中隊

瀬戸市・半田市・常滑市・東海市・大府市・知多市・尾張旭市・豊明市・日進市・長久手市・東郷町・阿久比町・東浦町・南知多町・美浜町・武豊町

## 主な出来事
- 1977年（昭和52年）4月23日 - 餐庭野演習場で春の演習を行っていた装甲車が谷に転落。1人死亡、2人負傷[8]。
- 2023年（令和5年）6月14日 - 隊に所属する自衛官候補生の18歳の男が、岐阜県にある「日野基本射撃場」で射撃訓練中、自動小銃を乱射。訓練に参加していた自衛官のうち2人が死亡、1人重傷[9]。